# مآل (طب)

المآل (أو التكهّن أو توقّعات سير المرض) هو مصطلح طبي يشير إلى التنبؤ بالنتيجة المستقبلية لحالة المريض بناء على المعطيات الحالية بين يدي الاختصاصي المعالج. يُستخدم هذا المصطلح استخدامًا واسعًا في مجال العلاج النفسي وعلم النفس السريري. عند إجراء الدراسات الإحصائية على مآلات الأمراض فإن استخدام جمهرة كبيرة يساعد في جعل تحديد المآل أكثر دقّة.

## اقرأ أيضاً
- تشخيص